# John Bartlet
John Bartlet (fl. XVII secolo) è stato un compositore inglese del Rinascimento, attivo fra il 1606 ed il 1610.

## Biografia
Fu al servizio di Sir Edward Seymour, conte di Hertford (1539–1621), accompagnandolo in una missione diplomatica a Bruxelles nel 1605. Nella sua unica pubblicazione si autodescrive "Gentleman e praticante di quest'arte" riferendosi ad un accostamento con lo stemma.
La sua unica pubblicazione fu A Booke of Ayres with a Triplicitie of Musicke, pubblicata nel 1606. Le composizioni della prima parte sono costituite da pezzi a quattro voci accompagnate dal liuto o orpharion e viola da gamba (il liuto, nella maggior parte dei casi, raddoppia le quattro voci). La seconda parte comprende pezzi per due alti e la terza pezzi per sola voce.
Anche se A Book of Ayres viene descritto da Peter Warlock come contenente "un bel po' di cose molto banali", molta della sua musica è molto buona, specialmente alcuni pezzi simil-madrigali in omoritmia. La musica di Bartlet fu molto popolare al suo tempo ed appare in molti manoscritti e stampe anche successive alla sua morte.